# Gabrijel Boban
Gabrijel Boban (Požega, 23 luglio 1989) è un calciatore croato, attaccante del Posušje.

## Biografia
Il fratello Bruno, anche lui calciatore, muore improvvisamente il 24 marzo 2018 durante una partita.

## Carriera

### Club
L'11 luglio 2016 viene acquistato a titolo definitivo per 200.000 euro dalla squadra croata dell'Osijek.

## Palmarès

### Club

#### Competizioni nazionali
- Campionato moldavo: 1

Sheriff Tiraspol: 2019